# USS Archerfish (SS-311)
Za druga plovila z istim imenom glejte USS Archerfish.
USS Archerfish (SS-311) je bila jurišna podmornica razreda Balao v sestavi Vojne mornarice Združenih držav Amerike.
V vojno zgodovino se je vpisala kot podmornica, ki je potopila največjo ladjo in sicer japonsko letalonosilko IJN Shinano.

## Zgodovina
Med drugo svetovno vojno je podmornica opravila 7 bojnih patrulj.